# Alya Sometimes Hides Her Feelings in Russian
Alya Sometimes Hides Her Feelings in Russian (jap. 時々ボソッとロシア語でデレる隣のアーリャさん Tokidoki bosotto roshiago de dereru tonari no Ārya-san), skrótowo Roshidere (jap. ロシデレ) – seria light novel napisana przez SunSunSun i zilustrowana przez Momoco. Początkowo ukazała się w postaci dwóch opowiadań w serwisie Shōsetsuka ni narō, opublikowanych w maju 2020. Następnie została nabyta przez wydawnictwo Kadokawa Shoten, które wydaje ją jako light novel od lutego 2021 pod imprintem Kadokawa Sneaker Bunko.
Seria została zaadaptowana na mangę zilustrowaną przez Saho Tenamachi, która ukazuje się w magazynie internetowym Magazine Pocket od października 2022. Na podstawie light novel powstał również serial anime, wyprodukowany przez studio Doga Kobo, który emitowano od lipca do września 2024. Premiera drugiego sezonu zaplanowana jest na 2026 rok.

## Fabuła
Alisa Mikhailovna Kujou to licealistka o srebrnych włosach, która jest tak piękna, że zwraca na siebie uwagę, gdziekolwiek się nie pojawi. Masachika Kuze, który siedzi w ławce obok niej, jest pozbawionym motywacji uczniem, który nieustannie śpi w trakcie zajęć. Alisa często narzeka na Masachikę, ale wydaje się być w nim skrycie zakochana i od czasu do czasu rzuca zalotne uwagi po rosyjsku. Jednak Alisa nie zdaje sobie sprawy, że Masachika doskonale rozumie język rosyjski.

## Bohaterowie
- Masachika Kuze (jap. 久世 政近 Kuze Masachika)

Seiyū: Kōhei Amasaki 
- Alisa Mikhailovna Kujou (jap. アリサ・ミハイロヴナ・九条 Arisa Mihairovuna Kujō) / Alya (jap. アーリャ Ārya)

Seiyū: Sumire Uesaka 
- Yuki Suou (jap. 周防 有希 Suō Yuki)

Seiyū: Wakana Maruoka 
- Maria Mikhailovna Kujou (jap. マリヤ・ミハイロヴナ・九条 Mariya Mihairovuna Kujō) / Masha (jap. マーシャ Māsha)

Seiyū: Yukiyo Fujii 
- Ayano Kimishima (jap. 君嶋 綾乃 Kimishima Ayano)

Seiyū: Saya Aizawa 
- Sayaka Taniyama (jap. 谷山 沙也加 Taniyama Sayaka)

Seiyū: Ikumi Hasegawa 
- Chisaki Sarashina (jap. 更科 茅咲 Sarashina Chisaki)

Seiyū: Maki Kawase 
- Nonoa Miyamae (jap. 宮前 乃々亜 Miyamae Nonoa)

Seiyū: Yoshino Aoyama 
- Touya Kenzaki (jap. 剣崎 統也 Kenzaki Tōya)

Seiyū: Kaito Ishikawa 
- Takeshi Maruyama (jap. 丸山 毅 Maruyama Takeshi)

Seiyū: Kōdai Sakai 
- Hikaru Kiyomiya (jap. 清宮 光瑠 Kiyomiya Hikaru)

Seiyū: Taichi Ichikawa 

## Powieść internetowa
Przed publikacją light novel, SunSunSun opublikował dwa opowiadania w serwisie Shōsetsuka ni narō, które ukazały się odpowiednio 6 maja i 27 maja 2020. Historie i postacie w wersji internetowej są jednak zupełnie inne niż w wydawanej później serii.
W wywiadzie dla japońskiego magazynu Da Vinci w 2021 roku, SunSunSun powiedział, że początkowo chciał, aby akcja rozgrywała się w scenerii isekai, w którym bohaterka zostaje przeniesiona do innego świata, w którym nikt nie rozumie języka japońskiego, z wyjątkiem protagonisty, który również został reinkarnowany. Pomysł ten został porzucony, ponieważ uznał, że wyjaśnianie nowego środowiska byłoby kłopotliwe, więc zamiast tego zdecydował się na świat rzeczywisty. Odnosząc się do pół-rosyjskiego pochodzenia Alyi, autor stwierdził, że wpływ na niego miało piękno Rosjanek.

## Light novel
W czerwcu 2020 SunSunSun po raz pierwszy otrzymał ofertę od Kadokawa Sneaker Bunko dotyczącą wydania jego pracy. 22 grudnia 2020 ogłoszono, że opowiadania opublikowane w Shōsetsuka ni narō zostaną rozwinięte do pełnoprawnej serii, a następnie wydane przez Kadokawa Shoten pod imprintem Kadokawa Sneaker Bunko. Tytuł serii jest zgodny z tytułem jednego z dwóch opowiadań. Pierwszy tom został wydany 27 lutego 2021. Według stanu na 1 lipca 2025, do tej pory ukazało się 10 tomów i dwa zbiory opowiadań.
| Nr  | Data wydania (język japoński) | ISBN (język japoński)  |
| --- | ----------------------------- | ---------------------- |
| 1   | 27 lutego 2021                | ISBN 978-4-04-111118-5 |
| 2   | 30 lipca 2021                 | ISBN 978-4-04-111119-2 |
| 3   | 1 grudnia 2021                | ISBN 978-4-04-111955-6 |
| 4   | 1 kwietnia 2022               | ISBN 978-4-04-111956-3 |
| 4,5 | 29 lipca 2022                 | ISBN 978-4-04-112780-3 |
| 5   | 1 grudnia 2022                | ISBN 978-4-04-112781-0 |
| 6   | 1 kwietnia 2023               | ISBN 978-4-04-113544-0 |
| 7   | 1 września 2023               | ISBN 978-4-04-114062-8 |
| 8   | 1 lutego 2024                 | ISBN 978-4-04-114592-0 |
| 9   | 30 sierpnia 2024              | ISBN 978-4-04-114831-0 |
| BTS | 29 listopada 2024             | ISBN 978-4-04-115742-8 |
| 10  | 1 lipca 2025                  | ISBN 978-4-04-116155-5 |

## Manga
Na podstawie light novel Saho Tenamachi narysowała mangę, która ukazuje się w magazynie internetowym Magazine Pocket od 29 października 2022.
| Nr | Data wydania (język japoński) | ISBN (język japoński)  |
| -- | ----------------------------- | ---------------------- |
| 1  | 9 marca 2023                  | ISBN 978-4-06-531091-5 |
| 2  | 8 czerwca 2023                | ISBN 978-4-06-531880-5 |
| 3  | 9 listopada 2023              | ISBN 978-4-06-533550-5 |
| 4  | 9 kwietnia 2024               | ISBN 978-4-06-535169-7 |
| 5  | 7 sierpnia 2024               | ISBN 978-4-06-536510-6 |
| 6  | 8 stycznia 2025               | ISBN 978-4-06-538068-0 |
| 7  | 9 czerwca 2025                | ISBN 978-4-06-539753-4 |

## Anime
Adaptacja w postaci telewizyjnego serialu anime została zapowiedziana 17 marca 2023. Seria została wyprodukowana przez studio Doga Kobo, za scenariusz i reżyserię odpowiadał Ryota Itō, postacie zaprojektował Yūhei Murota, który pełnił również funkcję głównego reżysera animacji, a muzykę skomponował Hiroaki Tsutsumi. Producentem był Ryō Kobayashi. Pierwotnie premiera była zaplanowana na kwiecień 2024, ale później został opóźniona i ostatecznie odbyła się 3 lipca 2024 w Tokyo MX i innych stacjach. Ostatni odcinek wyemitowano natomiast 18 września. Motywem otwierającym jest „Ichiban kagayaku hoshi” (jap. 1番輝く星), natomiast motywami kończącymi każdy odcinek są covery różnych znanych piosenek, wszystkie wykonane przez Sumire Uesakę. Prawa do streamingu serii nabył Crunchyroll.
Po wyemitowaniu ostatniego odcinka zapowiedziano powstanie drugiego sezonu. Hiroshi Haraguchi zostanie reżyserem, Yuka Yamada napisze scenariusz, a Yūhei Murota powróci jako projektant postaci. Premiera zaplanowana jest na 2026 rok.

### Lista odcinków
| №  | Tytuł                                                                                         | Premiera         |
| -- | --------------------------------------------------------------------------------------------- | ---------------- |
| 1  | Alya Hides Her Feelings in Russian Roshiago de dereru Ārya-san (ロシア語でデレるアーリャさん) | 3 lipca 2024     |
| 2  | So Much For Childhood Friends Osananajimi to wa? (幼馴染とは？)                               | 10 lipca 2024    |
| 3  | And So They Met Soshite futari wa deatta (そして二人は出会った)                               | 17 lipca 2024    |
| 4  | An Outpouring of Emotion Afure dasu omoi (溢れ出す想い)                                       | 24 lipca 2024    |
| 5  | Different People, Common Undercurrent Sorezore no ketsui (それぞれの決意)                     | 31 lipca 2024    |
| 6  | A Kiss of the Indirect Variety Iwayuru hitotsu no kansetsu kisu (いわゆるひとつの間接キス)    | 7 sierpnia 2024  |
| 7  | A Storm Arrives Arashi, kitaru (嵐、来たる)                                                   | 14 sierpnia 2024 |
| 8  | Student Congress Gakusei gikai (学生議会)                                                     | 21 sierpnia 2024 |
| 9  | Rom-commy with a Chance of Hypnosis Rabukome nochi saiminjutsu (ラブコメのち催眠術)           | 28 sierpnia 2024 |
| 10 | Birthday Party, Much Belated Okurebasenagara, tanjōkai (遅ればせながら、誕生会)               | 4 września 2024  |
| 11 | An Unexpected Curtain-Raiser Yoki senu zenshō-sen (予期せぬ前哨戦)                            | 11 września 2024 |
| 12 | Chin Up and Face Forward Mae o muite (前を向いて)                                             | 18 września 2024 |